# Passione (telenovela)
Passione è una telenovela brasiliana prodotta e trasmessa da TV Globo. È stata sceneggiata da Silvio de Abreu, con la regia generale di Carlos Araújo, Luiz Henrique Rios, Allan Fiterman, Natalia Grimberg, André Câmara e Denise Saraceni. Venne trasmessa dal 17 maggio 2010 al 14 gennaio 2011 come telenovela delle otto, cioè quella tipologia che mescola storie d'amore a tematiche sociali. Il titolo originale della telenovela è proprio Passione e non Paixão, come si dice in portoghese, in quanto parte della trama è ambientata in Italia. Nel cast sono presenti, tra gli altri, Fernanda Montenegro, Tony Ramos, Mariana Ximenes, Aracy Balabanian, Marcello Antony, Gabriela Duarte, Francisco Cuoco, Patrícia Pillar, Mauro Mendonça,
Bianca Bin, Reynaldo Gianecchini, Werner Schünemann, Daisy Lúcidi, Rodrigo Lombardi e Bruno Gagliasso.

## Trama
Cinquantacinque fa, Bete sposa Eugenio, ma Bete è già incinta. Apparentemente Eugenio sembra intenzionato a riconoscere il figlio come suo, ma fa credere a Bete che il bambino sia nato morto. Con il passare del tempo, i due coniugi avranno altri figli, Saulo, Gerson e Melina, e fondano la Metalúrgica Gouveia, un'azienda che produce biciclette ed attrezzature sportive.

### La rivelazione
Nel 2010, Eugenio, poco prima di morire, rivela alla moglie che in realtà il suo primo figlio non è nato morto, ma, poiché lui, contrariamente di quanto fatto credere, non aveva intenzione di crescere un figlio non suo, lo fece adottare da una coppia di immigrati italiani, successivamente emigrata in Italia. Ora quel bambino era un adulto, viveva in Toscana, con il nome Antonio Mattoli. Era vedovo da ben 15 anni e viveva con la sorella maggiore Gemma e con i suoi quattro figli: Adamo, Agostina, Agnello e Alfredo. Dopo la rivelazione, Eugenio afferma che sarebbe disposto a lasciare ad Antonio Mattioli metà della sua fortuna.

### Il tradimento di Clara e Fred e la morte di Eugenio
Clara, una donna molto ambiziosa che fingeva di essere un'infermiera al servizio di Eugenio, ascolta di nascosto tutta la conversazione, accanto a Fred, suo amante e complice. Insieme tramano per impossessarsi della fortuna della famiglia. Così Clara e Fred sottraggono i gioielli di Bete, accusando la governante Olga, in modo da sbarazzarsene. Nel frattempo Eugenio muore.

### Il viaggio e l'inganno di Clara
Clara, con la scusa di dover andare da sua nonna, si reca in Italia da Antonio, anticipando così la padrona. Seduce Antonio, e lui se ne innamora. Contemporaneamente, Clara e Fred tentano di convincere Antonio a firmare un documento in cui, secondo quanto detto da loro, vi è scritto di accettare l'eredità, ma in realtà vi è scritto di consegnare tutto nelle mani di Clara.

### Agostina, Agnello Mattioli partono per il Brasile
Alcuni figli di Totò lasciano l'Italia per recarsi in Brasile per motivi personali: Agnello perché vorrebbe arricchirsi, Agostina perché è alla ricerca di suo marito Berilo, da cui era stata abbandonata mesi prima. Contemporaneamente, Fred e Clara tornano in Brasile, la ragazza ritorna a fare l'infermiera, mentre Fred finge di essere il rappresentante legale di Totò.

### Clara viene smascherata
Diana, una giornalista nuora di Bete, riconosce Clara e la scredita davanti alla padrona perché la giornalista sapeva che la ragazza aveva rubato nella casa di Cris, la sua migliore amica, ed era convinta che volesse fare la stessa cosa anche in casa Gouveia. Ma Clara non si intimidisce, così per incastrare Diana e farla arrestare con la collaborazione di Fred, nasconde della droga a casa sua, ma il suo piano fallisce perché qualcuno testimonia a favore di Diana.

### Il licenziamento di Clara
Così Clara viene licenziata e Olga riassunta. Fred decide quindi di abbandonare Clara e di vendicarsi dei Gouveia, perché suo padre morì mentre lavorava come operaio nelle loro fabbriche. Nel frattempo Clara decide di tornare in Toscana e sposare Totò, che crede innocente, per questo motivo si allontana sempre di più dalla madre Gemma, che ha sospettato sempre di lei. Intanto Adamo, figlio primogenito di Totò, si allontana dalla famiglia per sposarsi con Francesca, una ex prostituta .

### Clara inganna Totò, minacciato dalla mafia
Clara nel frattempo fa firmare un documento falso a Totò in cui si intesta tutti i suoi beni, senza che lui si accorga del contenuto del documento. Nel frattempo Totò viene minacciato dalla mafia, dopo che si è scoperto essersi messo in affari con dei ricchi latifondisti napoletani. Intanto, in Brasile, Saulo vuole a tutti i costi diventare presidente dell'azienda, così, quando viene a sapere dell'esistenza di un fratello primogenito, si arrabbia. Saulo litiga con Mauro, un dipendente dell'azienda, e braccio destro di Bete. Intanto torna da Parigi Melina, figlia di Bete, innamorata di Mauro, ma senza essere ricambiato.

### Per poco Fred non viene smascherato
Bete invia a Totò un dossier che riguarda Fred, dossier nel quale sono descritte tutte le sue attività criminali. Questo finisce nelle mani di Clara che lo fa sparire, ma, per paura che la verità possa venire a galla, decide di inventare una storia da raccontare ad Antonio in cui sostiene di essere stata costretta da Fred a truffarlo poiché minacciava sua sorella Kelly. Totò decide di perdonarla e di portarla con sé in Brasile, a casa Gouveia.

### Clara viene arrestata
Bete rimane sconvolta quando la rivede, e, con la collaborazione di Gemma, cerca di dimostrare a Totò chi sia veramente Clara, così la ragazza finisce in carcere. Clara, mostrando quanto sia infima, finge il pentimento davanti a Totò, così lui, grazie ad un bravo avvocato, riesce a farla uscire dal carcere, trovandogli persino un lavoro in un ristorante italiano di proprietà della famiglia Talarico, tutto per dimostrare agli altri che si è veramente pentita. Infatti, Clara pare che abbia deciso di diventare una persona onesta e vivere con sua sorella minore Kelly, che cercava e cerca sempre di difendere dalla nonna Valentina, che la costringeva a prostituirsi, così lei chiede a Totò di non annullare il matrimonio per ottenere in affido la ragazzina.

### Il segreto di Felicia
Totò accetta, ma ormai con Clara non vi è più nessun rapporto, infatti lui, conosce e si invaghisce di Felicia, sorella di Fred e di Fatima. In realtà Felicia nasconde un segreto: Fatima non è sua sorella, ma è sua figlia, avuta dalla relazione con Gerson, figlio di Bete. Felicia si era innamorata di Gerson, e quando era rimasta incinta, Eugenio, poiché non voleva che suo figlio si fidanzasse con una figlia di operai, le aveva offerto del denaro per abortire. Gerson credeva che la bambina fosse nata morta e che lei se ne fosse andata dal paese. Ma Felicia non se la sentì di abortire, quindi, per evitare uno scandalo, sua madre Cande decide di riconoscere la bambina come sua figlia.

### L'omicidio di Saulo e di Eugenio
Ma la relazione tra Totò e Felicia non è facile, l'uomo è ancora innamorato di Clara, nonostante tutto il male che gli aveva fatto. Nel frattempo Saulo viene ucciso, e contemporaneamente si viene a sapere che Eugenio non è morto per morte naturale, ma per avvelenamento. I sospettati per l'omicidio di Saulo sono, Stela, la moglie, una donna dedita alle relazioni extraconiugali con ragazzi più giovani, anche con Agnello, figlio di Totò, Danilo, suo figlio, un tossicodipendente sparito misteriosamente, e Fred, con il quale aveva collaborato per sottrarre denaro a Bete.

### La trappola di Diogo e Totò: Clara torna in prigione
Clara inizia ad essere corteggiata da Diogo, cantante del ristorante dove lavora, e lei sembra esserne innamorata. In realtà Diogo è un complice di Olga, che, a causa di tutte le umiliazioni subite per colpa sua, vuole rispedirla in carcere. Inizialmente Clara rifiuta la corte di Diogo, ma poi, progetta un piano con lui per uccidere Totò. Organizzando un finto furto, Clara spara a Totò fingendo di difendersi, e crede che l'uomo sia morto. Ma Diogo è in realtà un investigatore della polizia alleato con Totò, in realtà ancora vivo. Così Clara viene incarcerata e finisce in cella insieme a sua nonna Valentina.

### Il depistaggio, la fuga e la vendetta di Clara
Clara riesce a fuggire, rapina Edna una cameriera del ristorante, ruba una macchina, e tenta di fuggire dal paese. Ma la macchina esplode e la ragazza viene data per morta. In realtà Clara si era gettata dall'auto prima dell'esplosione, e il cadavere ritrovato carbonizzato era di Edna. Fred viene condannato per l'omicidio di Saulo, in quanto l'arma del delitto viene ritrovata a casa sua, ma a nascondere l'arma era stata Clara, vera assassina di Saulo, perché lui aveva abusato di lei quando era piccola. Mauro si sposa con Diana, ma lei muore durante il parto, così si avvicina a Melina. Nel frattempo Totò vende la casa con cui viveva con Clara ad una donna affascinante con la quale vivrà una relazione. La fuga di Clara si conclude in un'isola del Pacifico, dove farà l'infermiera ad un anziano malato.

## Audience
Inizialmente, a differenza di altre trasmesse in precedenza, la telenovela fu oggetto di basso audience, ma con il tempo lo share aumentò costantemente.

## Colonna sonora
La colonna sonora della telenovela, è il brano Resta, scritto dalla cantautrice jazz, Chiara Civello e dalla cantante brasiliana, Ana Carolina. Il brano è incluso nell'album, 7752 della Civello, mentre Ana Carolina l'ha inserito nell'album N9ve.
Nella serie si può anche spesso sentire Estate, scritta da Bruno Brighetti con Bruno Martino e cantata da João Gilberto.